# Johann Daniel Knode
Johann Daniel Knode (* 2. November 1782 in Worms; † 21. Januar 1845 in München) war ein deutscher  Buchbinder und Verleger. Er hat sich um die Fabrikation von Buntpapier verdient gemacht.

## Leben und Wirken
Johann Daniel Knode kam im Winter 1782 in Worms zur Welt. Mit seiner Ehefrau Rosina (1784–1857) zog er 1808 nach Aschaffenburg, wurde heimatberechtigt und als Bürger angenommen. Kurz danach richtete er an den Magistrat der Stadt ein Gesuch „auf fabrikmäßige Herstellung bunter Papiere mit wenigen Arbeitern“. Nach einer ersten Ablehnung wiederholte Knode zwei Jahre später sein Anliegen, das Carl Theodor von Dalberg, soeben Großherzog von Frankfurt geworden, am 13. April 1810 befürwortete.
Da die Buchdrucker zum Überziehen der Bücher mit attraktiven Einbänden selbst bunte Papiere herstellten – färbten, marmorierten, bedruckten und prägten –, kam Knode ohne Facharbeiter nicht aus und musste zusätzlich sechs Kräfte einstellen. Damit hatte er zwar die Grundlage für die bald bekannte und anerkannte Aschaffenburger Buntpapierfabrikation gelegt, der Niedergang seines kleinen Unternehmens in der Steingasse 20 aber war vorgezeichnet: Nach wenigen Wochen schon musste Knode feststellen, dass er seine Mitarbeiter aus Geldmangel nicht weiterbeschäftigen konnte.
Um seinen Betrieb nicht stilllegen und die Beschäftigten nicht entlassen zu müssen, suchte der Unternehmer Hilfe bei einem renommierten Bürger der Stadt, dem Bankier Alois Dessauer. Nach mehreren grundsätzlichen Gesprächen übernahm Dessauer Firma und Personal – unter einer Bedingung: Knode musste ihm im Betrieb vorerst noch helfend zur Seite stehen, was er auch bis 1811 tat.
In der Folgezeit verlegte Dessauer, nachdem er selbst eine „Lizenz“ erhalten hatte, den kleinen Betrieb zwecks Erweiterung von der Steingasse in die Badergasse 18. Als auch am neuen Standort die Arbeitsbedingungen der Modernisierung und verbesserten Technik nicht mehr standhielten, baute er ein neues Fabrikgebäude am Auhof. Das Unternehmen expandierte und fabrizierte hochwertige Papiere, so dass bereits nach wenigen Jahren über 100 Menschen hier Arbeit fanden. Laut Chronik gab es im Jahr 1826 140 Mitarbeiter; 1832 schon über 200.
Johann Daniel Knode blieb seinem Metier treu, wenn auch in etwas abgewandelter Form: Er wurde Buchhändler und Verleger und ließ Bücher bei der Witwe Wailandt drucken. Seine beiden Söhne Georg Karl, geboren 1808, und August Heinrich, geboren 1822, setzen später andernorts die väterliche Tradition fort. Weihnachten 1823 unternahm Knode erstmals den Versuch, die in seiner Buchhandlung vorrätige Literatur werbewirksam anzubieten; dazu bediente er sich der Aschaffenburger Zeitung, wo er in einer vierseitigen Sonderbeilage neue und alte Bücher anbot.
Im Jahr 1827 übersiedelte die Familie Knode nach München. Dort wurde der Begründer der Aschaffenburger Buntpapierfabrikation „konzessionierter Buchbinder und Buchhändler“. Er starb 62-jährig im Frühjahr 1845.